# Thottada
Thottada è una suddivisione dell'India, classificata come census town, di 36.357 abitanti, situata nel distretto di Kannur, nello stato federato del Kerala. In base al numero di abitanti la città rientra nella classe III (da 20.000 a 49.999 persone).

## Geografia fisica
La città è situata a 11° 50' 35 N e 75° 25' 17 E.

## Società

### Evoluzione demografica
Al censimento del 2001 la popolazione di Thottada assommava a 36.357 persone, delle quali 16.889 maschi e 19.468 femmine. I bambini di età inferiore o uguale ai sei anni assommavano a 3.939, dei quali 2.015 maschi e 1.924 femmine. Infine, coloro che erano in grado di saper almeno leggere e scrivere erano 30.890, dei quali 14.494 maschi e 16.396 femmine.